# Rick Kirkman
Rick Kirkman (* 27. März 1953 in North Carolina) ist ein US-amerikanischer Comiczeichner.

## Leben
Um 1988 traf Kirkman, der vorher freiberuflich tätig war, auf den Comiczeichner und Texter Jerry Scott und sie freundeten sich an. Inspiriert durch die Geburt von Kirkmans zweiten Kindes im Jahr 1987, beschlossen sie, einen Comic-Strip mit dem Thema „Familie mit kleinen Kindern“ zu machen, woraufhin sie die Reihe Baby Blues erfanden. Seit 1990 zeichnet Kirkman die Geschichten, die weltweit in unzähligen Tageszeitungen abgedruckt werden. Auf Deutsch sind seit 1998 19 Bände (#0 bis 18, Stand 2018) erschienen, dazu kommen weitere Einzel-, Sammel- und Sonderausgaben.
Rick Kirkman lebt mit seiner Familie in Phoenix (Arizona).

## Preise & Auszeichnungen
- 2012: Reuben Award für Baby Blues